# Claude Victor Louis Stanislas Genton
Pour les articles homonymes, voir Genton.
Claude Victor Louis Stanislas Genton est un homme politique français, né le 14 février 1827 à Lyon (Rhône) et mort le 22 avril 1890 dans le 2e arrondissement de cette ville.

## Mandats
- Député du Gard (1869-1870)

## Sources
- « Claude Victor Louis Stanislas Genton », dans Adolphe Robert et Gaston Cougny, Dictionnaire des parlementaires français, Edgar Bourloton, 1889-1891 [détail de l’édition]
- « Genton (Stanislas) », dans Dictionnaire biographique du Gard, Paris, Flammarion, coll. « Dictionnaires biographiques départementaux » (no 45), 1904 (BNF 35031733), p. 290.